# Can Regassol (masia)
|  | Per a altres significats, vegeu «Can Regassol». |

Can Regassol és una de les masies històriques de l'antiga parròquia rural de Sant Mateu de Montbui, agregada ja d'antic al poble de Bigues, en el terme municipal de Bigues i Riells del Fai, a la comarca catalana del Vallès Oriental. És en el sector de més al sud-oest del terme, a tocar dels termes municipals de Caldes de Montbui i Santa Eulàlia de Ronçana, en el vessant meridional del turó del Castell de Montbui i del Puig Alt, a la dreta del tram superior del Torrent de Ca la Rosa. Actualment deshabitada, el seu aspecte extern és bo, i les seves terres van donar pas a la urbanització del seu mateix nom.